# Campionati panpacifici di nuoto 1999
Gli VIII Campionati panpacifici di nuoto si svolsero a Sydney, in Australia, dal 22 al 29 agosto 1999.

## Paesi partecipanti
- Algeria
- Australia
- Canada
- Cina
- Taipei cinese

- Costa Rica
- Figi
- Hong Kong
- Giappone
- Corea del Sud

- Malaysia
- Nuova Zelanda
- Sudafrica
- Stati Uniti
- Venezuela

## Medagliere
| Posizione | Paese         | Oro | Argento | Bronzo | Totale |
| --------- | ------------- | --- | ------- | ------ | ------ |
| 1         | Stati Uniti   | 16  | 11      | 14     | 41     |
| 2         | Australia     | 14  | 15      | 7      | 36     |
| 3         | Sudafrica     | 3   | 1       | 4      | 8      |
| 4         | Canada        | 2   | 4       | 5      | 11     |
| 5         | Giappone      | 2   | 3       | 4      | 9      |
| 6         | Venezuela     | 0   | 1       | 0      | 1      |
| 7         | Costa Rica    | 0   | 0       | 1      | 1      |
| 7         | Nuova Zelanda | 0   | 0       | 1      | 1      |
|           | Totale        | 37  | 35      | 36     | 108    |

- Due medaglie d'oro sono state assegnate per i 100 m dorso femminili

## Record mondiali stabiliti
| Data           | Gara           | Atleta                                   | Nazionalità | Tempo   |
| -------------- | -------------- | ---------------------------------------- | ----------- | ------- |
| 23 agosto 1999 | 200 m sl       | Ian Thorpe                               | Australia   | 1'46"34 |
| 24 agosto 1999 | 200 m sl       | Ian Thorpe                               | Australia   | 1'46"00 |
| 22 agosto 1999 | 400 m sl       | Ian Thorpe                               | Australia   | 3'41"83 |
| 24 agosto 1999 | 100 m dorso    | Lenny Krayzelburg                        | Stati Uniti | 53"60   |
| 27 agosto 1999 | 200 m dorso    | Lenny Krayzelburg                        | Stati Uniti | 1'55"87 |
| 23 agosto 1999 | 100 m rana     | Penelope Heyns                           | Sudafrica   | 1'06"52 |
| 26 agosto 1999 | 200 m rana     | Penelope Heyns                           | Sudafrica   | 2'24"42 |
| 27 agosto 1999 | 200 m rana     | Penelope Heyns                           | Sudafrica   | 2'23"64 |
| 23 agosto 1999 | 100 m farfalla | Jenny Thompson                           | Stati Uniti | 57"88   |
| 25 agosto 1999 | 4x200 m sl     | I. Thorpe, W. Kirby, G. Hackett, M. Klim | Australia   | 7'08"79 |

## Premi individuali
- Miglior rookie:

 Megan Quann (100 m rana)
- Miglior nuotatore:

 Ian Thorpe (400 m stile libero)
- Miglior nuotatrice:

 Penelope Heyns (200 m rana)

## Risultati

### Uomini
| Evento               | Oro                                                            | Perform. | Argento                                                        | Perform. | Bronzo                                                               | Perform. |
| Stile libero         |                                                                |          |                                                                |          |                                                                      |          |
| 50 m                 | Brendon Dedekind                                               | 22.06    | Gary Hall Jr.                                                  | 22.26    | Bill Pilczuk                                                         | 22.52    |
| 100 m                | Michael Klim                                                   | 48.98    | Neil Walker                                                    | 49.17    | Chris Fydler                                                         | 49.42    |
| 200 m                | Ian Thorpe                                                     | 1:46.00  | Michael Klim                                                   | 1:47.40  | Ryk Neethling                                                        | 1:48.17  |
| 400 m                | Ian Thorpe                                                     | 3:41.83  | Grant Hackett                                                  | 3:46.02  | Ryk Neethling                                                        | 3:46.31  |
| 1500 m               | Grant Hackett                                                  | 14:45.60 | Ryk Neethling                                                  | 15:02.40 | Chris Thompson                                                       | 15:04.68 |
| Dorso                |                                                                |          |                                                                |          |                                                                      |          |
| 100 m                | Lenny Krayzelburg                                              | 53.60    | Matthew Welsh                                                  | 55.13    | Josh Watson                                                          | 55.18    |
| 200 m                | Lenny Krayzelburg                                              | 1:55.87  | Ray Hass                                                       | 1:59.87  | Cameron Delaney                                                      | 1:59.98  |
| Rana                 |                                                                |          |                                                                |          |                                                                      |          |
| 100 m                | Simon Cowley                                                   | 1:02.06  | Regan Harrison                                                 | 1:02.26  | Morgan Knabe                                                         | 1:02.37  |
| 200 m                | Simon Cowley                                                   | 2.12.98  | Tom Wilkens                                                    | 2.13.97  | Terence Parkin                                                       | 2.14.12  |
| Farfalla             |                                                                |          |                                                                |          |                                                                      |          |
| 100 m                | Michael Klim                                                   | 52.49    | Geoff Huegill                                                  | 52.51    | Takashi Yamamoto                                                     | 52.93    |
| 200 m                | Tom Malchow                                                    | 1:55.41  | Takashi Yamamoto                                               | 1:57.33  | Uğur Taner                                                           | 1:57.82  |
| Misti                |                                                                |          |                                                                |          |                                                                      |          |
| 200 m                | Tom Wilkens                                                    | 2:01.01  | Curtis Myden                                                   | 2:01.64  | Matthew Dunn                                                         | 2:01.86  |
| 400 m                | Matthew Dunn                                                   | 4:16.54  | Curtis Myden                                                   | 4:16.77  | Tom Wilkens                                                          | 4:18.58  |
| Staffette            |                                                                |          |                                                                |          |                                                                      |          |
| 4x100 m stile libero | Australia Michael Klim Jeff English Chris Fydler Ian Thorpe    | 3:16.08  | Stati Uniti Bryan Jones Josh Davis Neil Walker Jason Lezak     | 3:16.81  | Canada Yannick Lupien Craig Hutchison Jake Steele Graham Duthie      | 3:20.73  |
| 4x200 m stile libero | Australia Ian Thorpe William Kirby Grant Hackett Michael Klim  | 7:08.79  | Stati Uniti Chad Carvin Josh Davis Tom Malchow Uğur Taner      | 7:16.66  | Canada Mark Johnston Rick Say Yannick Lupien Brian Johns             | 7:23.26  |
| 4x100 m misti        | Stati Uniti Lenny Krayzelburg Kurt Grote Dod Wales Neil Walker | 3:36.37  | Canada Mark Versfeld Morgan Knabe Mike Mintenko Yannick Lupien | 3:40.18  | Giappone Atsushi Nishikori Ryosuke Imai Takashi Yamamoto Shusuke Ito | 3:40.21  |
| Fondo                |                                                                |          |                                                                |          |                                                                      |          |
| 5 km                 | Klete Keller                                                   | 55'42"   | Philip Brosgarth                                               | 55'50"   | Carl Gordon                                                          | 55'51"   |
| 25 km                | Mark Saliba                                                    | 4h57'44" | Danny Chochron                                                 | 5h00'06" | John Kenny                                                           | 5h07'21" |

### Donne
| Evento               | Oro                                                                          | Perform. | Argento                                                       | Perform. | Bronzo                                                             | Perform. |
| Stile libero         |                                                                              |          |                                                               |          |                                                                    |          |
| 50 m                 | Jenny Thompson                                                               | 25.51    | Sarah Ryan                                                    | 25.95    | Liesl Kolbisen                                                     | 25.97    |
| 100 m                | Jenny Thompson                                                               | 54.89    | Sarah Ryan                                                    | 55.58    | Rebecca Creedy                                                     | 55.90    |
| 200 m                | Susie O'Neill                                                                | 1:58.17  | Lindsay Benko                                                 | 1:59.60  | Ellen Stonebraker                                                  | 2:00.46  |
| 400 m                | Brooke Bennett                                                               | 4:08.39  | Lindsay Benko                                                 | 4:08.35  | Claudia Poll                                                       | 4:11.53  |
| 800 m                | Brooke Bennett                                                               | 8:25.06  | Rachel Harris                                                 | 8:37.23  | Ellen Stonebraker                                                  | 8:40.39  |
| Dorso                |                                                                              |          |                                                               |          |                                                                    |          |
| 100 m                | Dyana Calub Mai Nakamura                                                     | 1:01.51  | Non assegnata                                                 | -        | Barbara Bedford                                                    | 1:01.76  |
| 200 m                | Tomoko Hagiwara                                                              | 2:11.36  | Miki Nakao                                                    | 2:11.41  | Lindsay Benko                                                      | 2:13.51  |
| Rana                 |                                                                              |          |                                                               |          |                                                                    |          |
| 100 m                | Penelope Heyns                                                               | 1:07.08  | Megan Quann                                                   | 1:08.54  | Kristy Kowal                                                       | 1:08.56  |
| 200 m                | Penelope Heyns                                                               | 2:23.64  | Kristy Kowal                                                  | 2:25.52  | Sarah Poewe                                                        | 2:25.90  |
| Farfalla             |                                                                              |          |                                                               |          |                                                                    |          |
| 100 m                | Jenny Thompson                                                               | 57.88    | Susie O'Neill                                                 | 59.07    | Ayari Aoyama                                                       | 59.58    |
| 200 m                | Susie O'Neill                                                                | 2:06.60  | Jessica Deglau                                                | 2:10.27  | Misty Hyman                                                        | 2:10.40  |
| Misti                |                                                                              |          |                                                               |          |                                                                    |          |
| 200 m                | Joanne Malar                                                                 | 2:13.63  | Cristina Teuscher                                             | 2:14.31  | Elli Overton                                                       | 2:14.51  |
| 400 m                | Joanne Malar                                                                 | 4:40.23  | Yasuko Tajima                                                 | 4:40.56  | Cristina Teuscher                                                  | 4:41.21  |
| Staffette            |                                                                              |          |                                                               |          |                                                                    |          |
| 4x100 m stile libero | Stati Uniti Liesl Kolbisen Richelle Fox Lindsay Benko Jenny Thompson         | 3:41.86  | Australia Sarah Ryan Lori Munz Rebecca Creedy Susie O'Neill   | 3:42.69  | Canada Jessica Deglau Marianne Limpert Anna Lydall Laura Nicholls  | 3:44.50  |
| 4x200 m stile libero | Stati Uniti Lindsay Benko Ellen Stonebraker Jenny Thompson Cristina Teuscher | 7:57.61  | Australia Giaan Rooney Rebecca Creedy Lori Munz Susie O'Neill | 8:00.67  | Canada Jessica Deglau Joanne Malar Marianne Limpert Laura Nicholls | 8:06.86  |
| 4x100 m misti        | Stati Uniti Barbara Bedford Megan Quann Jenny Thompson Liesl Kolbisen        | 4:03.09  | Australia Dyana Calub Samantha Riley Susie O'Neill Sarah Ryan | 4:05.74  | Giappone Mai Nakamura Masami Tanaka Ayari Aoyama Suzu Chiba        | 4:07.14  |
| Fondo                |                                                                              |          |                                                               |          |                                                                    |          |
| 5 km                 | Erica Rose                                                                   | 58'11"   | Sarah Bowd                                                    | 59'36"   | Dawn Heckman                                                       | 59'39"   |
| 25 km                | Briley Bergen                                                                | 5h16'05" | Regan Stacey-Shiver                                           | 5h23'36" | Bronwen Whitehead                                                  | 5h26'25" |